# Helmut Kropp
Helmut Kropp (* 27. September 1940) ist ein ehemaliger deutscher Fußballspieler. Er spielte von 1959 bis 1962 für den SC Einheit Dresden und 1966/67 für Dynamo Dresden in der DDR-Oberliga, der höchsten Spielklasse im DDR-Fußball.

## Sportliche Laufbahn
Bis 1958 spielte Helmut Kropp bei der Betriebssportgemeinschaft (BSG) Lokomotive Dresden-Mitte, zuletzt in deren Juniorenmannschaft. Zur Saison 1959 (Kalenderspieljahr) wurde er an den Oberligisten SC Einheit Dresden abgegeben. Dort wurde er ab dem 13. Spieltag für den verletzten Stürmer Jochen Fischer in sechs Oberligaspielen eingesetzt. 1960 gehörte Kropp mit 19 absolvierten Oberligaspielen und vier erzielten Toren bereits zum Spielerstamm des SC Einheit. So war es auch 1961/62, als der DDR-Fußball auf die Sommer-Frühjahr-Saison umgestellt wurde. Es wurden in der Oberliga 39 Spiele ausgetragen, von denen Kropp 32 Partien bestritt und dabei zu sechs Torerfolgen kam. Es war für Einheit Dresden die letzte Oberligasaison, da die Mannschaft am Saisonende absteigen musste. In den folgenden vier DDR-Liga-Spielzeiten war Kropp weiter fester Bestand der Stammelf des SC Einheit. In den 116 Ligaspielen wurde er 96-mal aufgeboten. Nachdem er 1963 und 1965 mit neun bzw. sieben Treffern jeweils hinter Klaus Engels zweitbester Torschütze der Mannschaft geworden war, traf er in der Saison 1965/66 15-mal und wurde damit Torschützenkönig der Dresdner, deren Mannschaft im Januar 1966 aus dem Sportclub ausgegliedert worden war und fortan als Fußballsportvereinigung Lokomotive antreten musste.
Aufgrund seiner zuletzt gezeigten Leistungen veranlasste Lokalrivale und Oberligist Dynamo Dresden zur Saison 1966/67 einen Wechsel von Kropp in die eigene Mannschaft. Obwohl mit Erich Siede ein Stammstürmer ausgeschieden war, wurde Kropp nur in zwei Oberligaspielen auf dessen Position aufgeboten. Die übrige Zeit wurde er in der Oberligareserve eingesetzt.
Nach einem einjährigen Intermezzo kehrte Kropp wieder zur FSV Lok zurück. Nach 25 Einsätzen bei 30 DDR-Liga-Spielen und sechs Toren 1967/68 hatte er 1968/69 wieder eine Saison, in der er alle 30 Ligaspiele bestritt und noch einmal Torschützenkönig der FSV Lok wurde, diesmal mit acht Treffern. Danach neigte sich seine Karriere dem Ende zu. 1969/70 konnte er noch 21 Ligaspiele absolvieren, in der folgenden Spielzeit waren es nur noch zehn Punktspieleinsätze. Tore erzielte er nicht mehr und es schien, als hätte er danach seine Laufbahn im DDR-weiten Fußballspielbetrieb beendet. Doch in den beiden Spielzeiten 1973/74 und 1974/75 meldete er sich mit zwei bzw. einem DDR-Liga-Einsatz zum letzten Mal zurück. Als er sich 35-jährig 1975 endgültig vom Leistungssport zurückgezogen hatte, konnte Helmut Kropp  auf 59 Oberligaspiele mit zehn Toren und auf 185 Einsätze in der DDR-Liga mit 47 Toren zurückblicken.